# 路易斯·马里亚·莫雷诺
路易斯·马里亚·莫雷诺（西班牙語：Luis María Moreno，20世纪—），西班牙男子赛艇运动员。他曾代表西班牙参加世界赛艇锦标赛，获得二枚金牌和一枚银牌，均来自轻量级项目。